# Dioscore bicolor
Dioscore bicolor là một loài bướm đêm trong họ Geometridae.